# Littau
Littau je část švýcerského města Lucern, do konce roku 2009 samostatná obec. V té době zde žilo přes 17000 obyvatel.

## Historie
První písemná zmínka o sídle Litowo je z roku 1178.

## Zajímavosti
V Littau se nachází nejvyšší prefabrikovaný betonový pylon světa – sloup elektrického vedení výšky 59,5 m

Nejvyšší pylon světa

## Partnerská města
- Litovel